# 和田河原站
和田河原站（日语：／ Wadagahara eki */?）是位於神奈川縣南足柄市和田河原583番地，伊豆箱根鐵道的大雄山線車站。車站編號為ID10。

## 歷史
- 1925年（大正14年）10月15日 - 車站啟用。
- 1992年（平成4年）3月25日 - 新車站大樓開始使用。

## 車站構造
此站是地面車站，設有1面2線的島式月台。車站南邊設有車站大樓，靠近車站大樓的月台是1號月台，對面是2號月台。月台靠近富士菲林一方設有樓梯和斜道，經過站內平交道後便進入車站大樓。另外，在車站大樓靠近塚原一方設有伊豆箱根鐵道和田河原變電站。
現時的車站大樓在1992年3月25日開始使用。大樓同時為一座公寓，大樓是一座鋼筋混凝土建成的4層高建築物。外形與五百羅漢站的車站大樓相似。在建築物一角設有候車處和車站事務室，也設有自動售票機、簡易IC卡閘機和售票定期券的售票處。
此站是直營車站，整日設有車站職員當值。

### 月台
| 月台 | 路線     | 方向       |
| ---- | -------- | ---------- |
| 1    | 大雄山線 | 大雄山方向 |
| 2    | 大雄山線 | 小田原方向 |

## 使用狀況
以下為各年度1日平均乘車人次變化。
| 乘車人次變化       | 乘車人次變化     | 乘車人次變化 |
| 年度               | 1日平均 乘車人次 | 參考資料     |
| ------------------ | ---------------- | ------------ |
| 1998年（平成10年） | 1,918            | [ 2 ]        |
| 1999年（平成11年） | 1,916            | [ 3 ]        |
| 2000年（平成12年） | 1,908            | [ 4 ]        |
| 2001年（平成13年） | 1,936            | [ 4 ]        |
| 2002年（平成14年） | 1,914            | [ 5 ]        |
| 2003年（平成15年） | 1,970            | [ 6 ]        |
| 2004年（平成16年） | 1,967            | [ 7 ]        |
| 2005年（平成17年） | 1,970            | [ 8 ]        |
| 2006年（平成18年） | 1,843            | [ 9 ]        |
| 2007年（平成19年） | 1,812            | [ 10 ]       |
| 2008年（平成20年） | 1,770            | [ 11 ]       |
| 2009年（平成21年） | 1,661            | [ 12 ]       |
| 2010年（平成22年） | 1,643            | [ 13 ]       |
| 2011年（平成23年） | 1,644            | [ 14 ]       |
| 2012年（平成24年） | 1,647            | [ 15 ]       |
| 2013年（平成25年） | 1,680            | [ 16 ]       |
| 2014年（平成26年） | 1,631            | [ 17 ]       |
| 2015年（平成27年） | 1,612            | [ 18 ]       |
| 2016年（平成28年） | 1,584            | [ 19 ]       |
| 2017年（平成29年） | 1,600            | [ 20 ]       |
| 2018年（平成30年） | 1,616            | [ 21 ]       |

## 車站周邊
車站前設有站前廣場，該處設有巴士總站。車站鄰近公共設施，例如和田河原站前郵局和南足柄市體育中心。
- 相模信用金庫（日语：さがみ信用金庫）南足柄分店
- JA神奈川西湘（日语：かながわ西湘農業協同組合）和田河原分店

車站西南和東北設有與富士菲林相連企業工場。
車站附近較多古老民居，也有一些商店。女演員內山理名在成為明星前於車站附近的麵包店進行兼職工作，而在寫真集中也於該處取景。

### 巴士路線
站前設有「和田河原站」巴士站，停靠的巴士路線如下：
箱根登山巴士
- 前往開成站  ※ 星期六及假日1班
- 前往新松田站（經五反田） ※ 星期六1班
- 前往關本（大雄山站）（經竹松坂下） ※ 平日2班
- 前往關本（大雄山站）（經富士菲林） ※ 星期六及假日1班

曾經富士急湘南巴士設有行走於此站至新松田站和栢山站之間的巴士路線，現已取消。

## 相鄰車站
伊豆箱根鐵道
■大雄山線
塚原（ID08）－和田河原（ID09）－富士菲林前（ID10）

## 注腳
1. ↑  南足柄市統計書（日語）
2. ↑  神奈川縣縣勢要覧（平成12年度）227頁（日語）
3. ↑  神奈川縣縣勢要覧（平成13年度）229頁PDF（日語）
4. 1 2  神奈川縣縣勢要覧（平成14年度）227頁PDF（日語）
5. ↑  神奈川縣縣勢要覧（平成15年度）PDF（日語）
6. ↑  神奈川縣縣勢要覧（平成16年度）229頁PDF（日語）
7. ↑  神奈川縣縣勢要覧（平成17年度）PDF（日語）
8. ↑  神奈川縣縣勢要覧（平成18年度）231頁PDF（日語）
9. ↑  神奈川縣縣勢要覧（平成19年度）PDF（日語）
10. ↑  神奈川縣縣勢要覧（平成20年度）245頁PDF（日語）
11. ↑  神奈川縣縣勢要覧（平成21年度）PDF（日語）
12. ↑  神奈川縣縣勢要覧（平成22年度）PDF（日語）
13. ↑  神奈川縣縣勢要覧（平成23年度）PDF（日語）
14. ↑  神奈川縣縣勢要覧（平成24年度）PDF（日語）
15. ↑  神奈川縣縣勢要覧（平成25年度）PDF（日語）
16. ↑  神奈川縣縣勢要覧（平成26年度）PDF（日語）
17. ↑  神奈川縣縣勢要覧（平成27年度）PDF（日語）
18. ↑  神奈川縣縣勢要覧（平成28年度）PDF（日語）
19. ↑  神奈川縣縣勢要覧（平成29年度）PDF（日語）
20. ↑  神奈川縣縣勢要覧（平成30年度）PDF（日語）
21. ↑  神奈川縣縣勢要覧（令和元年度）PDF（日語）

## 外部連結
- 伊豆箱根鐵道　和田河原站 （页面存档备份，存于）（日語）